# アルトゥメ (エトルリア神話)
アルトゥメ（Artume）は新石器時代を起源とするエトルリア神話における動物、会合、狩猟の女神。後にギリシャ神話のアルテミスに相当するとされた。現在はイタリアのアレッツォであるエトルリアの村、アリティエを興したとされる。